# Szuratthani
Szuratthani (thaiul írva: สุราษฎร์ธานี, angol átírással:Surat Thani) egy város Thaiföldön, Bangkoktól közúton mintegy 650 km-re délre. Az azonos nevű tartomány székhelye. Kereskedelmi központ, gumi- és kókuszdió-szállítmányok kikötője. A Szuratthani egyházmegye püspöki székvárosa.

## Látnivalók
Turisztikailag a város kevés látnivalót nyújt, de a várostól 8 km-re keletre eső majomkiképző központ (Monkey Training College) érdekes lehet. A város déli részén a Khao Tha Phet csúcsról nagyszerű kilátás nyílik a környékre. Itt egy sztúpa is található.

## Éghajlat
Éghajlata trópusi szavannai. Évi csapadék 1600 mm, januártól áprilisig kevesebb mennyiségű csapadékkal.

## Közlekedés
Nemzetközi forgalmú repülőtere 30 km-re van a várostól.

## Galéria

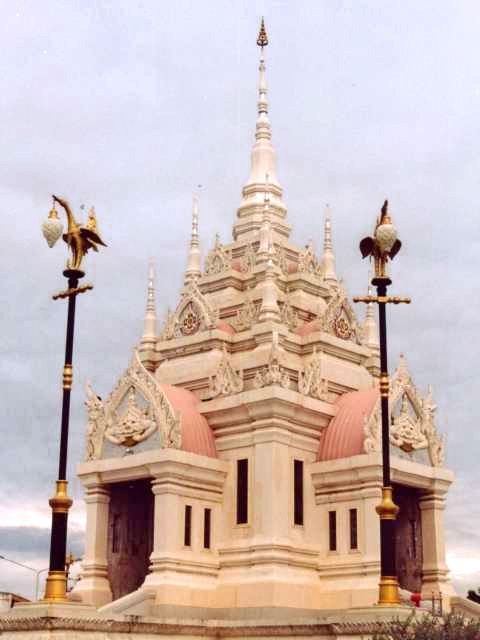
Lak Mueang-szentély
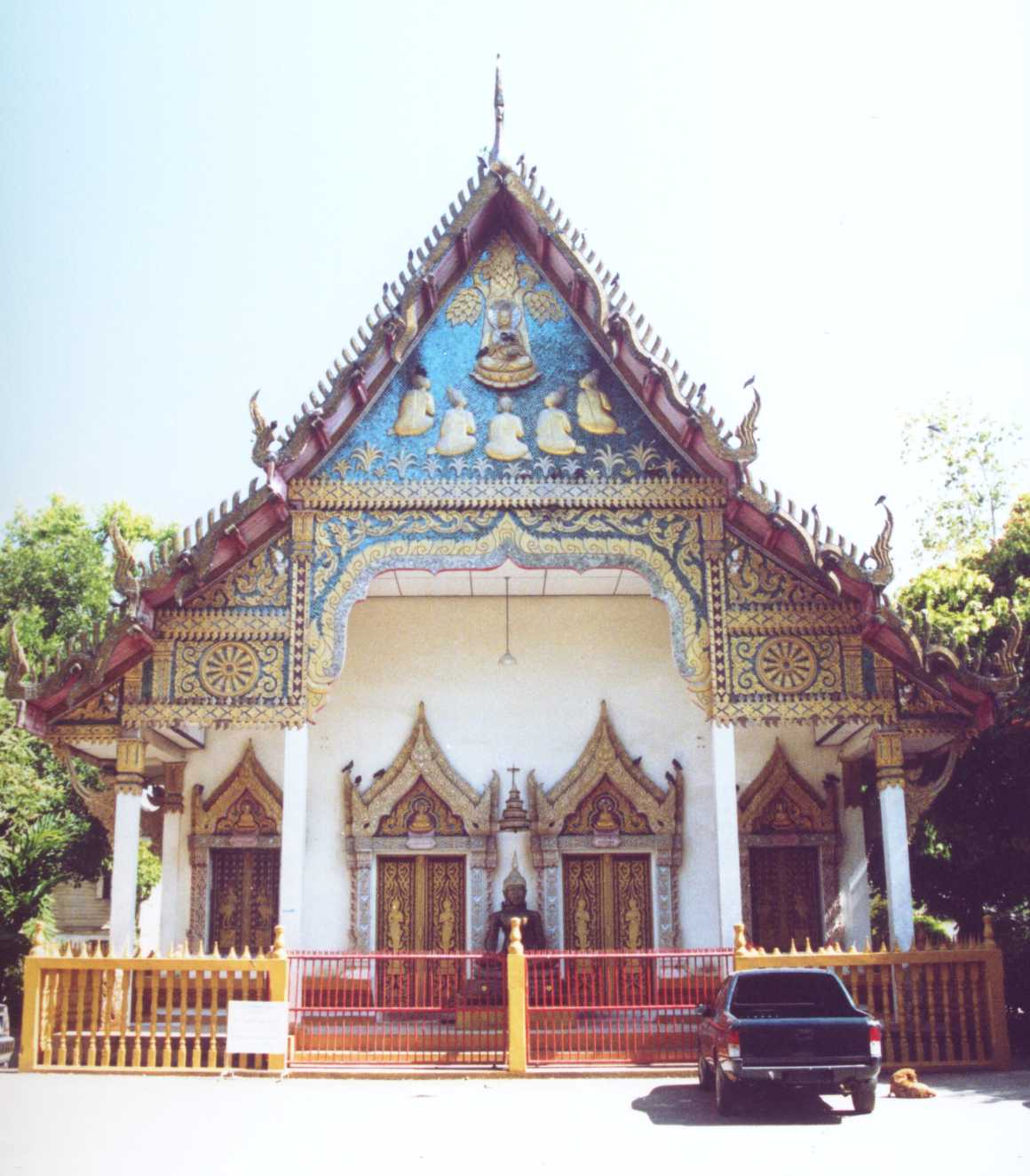
Wat Dai Dhammaram
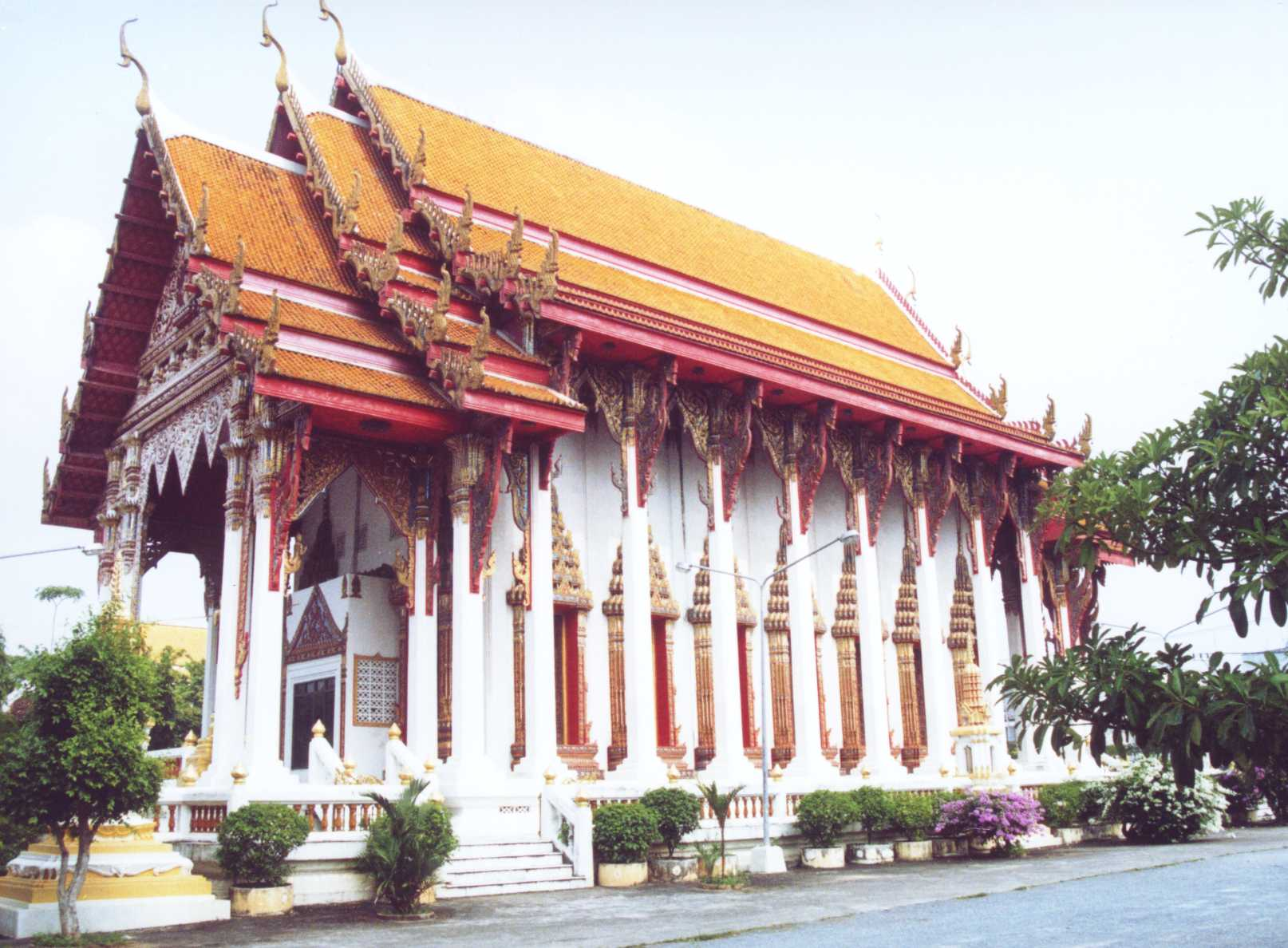
Wat Thammabucha